# Matfrid I
Matfrid (... – dopo il 1º settembre 836) fu più volte conte d'Orléans, dall'827 all'836 circa.

## Origine
Dei suoi ascendenti non si hanno notizie.

## Biografia
Secondo il Diplomata Ludovici Pii Imperatoris, con un documento dell'815, l'imperatore, Ludovico il Pio, confermò Matfrid, definito fedele (Madephrido fideli nostro), in una proprietà nella zona di Gorze, il re dei Franchi occidentali.
Quando nell'827, fu inviato in Aquitania era già conte d'Orleans. Infatti secondo la Vita Hludowici Imperatoris, in quell'anno, Matfrid, conte d'Orleans, assieme a Ugo conte di Tours, furono inviato ad unirsi al re d'Aquitania, Pipino I, per portare aiuto alla città di Barcellona, assediata dai Mori, guidati dal generale Ubayd Allah, detto Abu Marwan. Ma al loro arrivo il conte di Barcellona, Bernardo di Settimania aveva già sconfitto gli assedianti e respinto i Mori fuori dalla contea.
Presumibilmente, tra l'828 e l'829, per la sua inerzia all'assedio di Barcellona, secondo il cronista Adrevaldo (Adrevaldo Monacho Floriacensi), nel suo Miracula Sancti Benedicti Matfrid fu privato della contea a favore di Oddone d'Orléans.
Nell'830, ancora secondo la Vita Hludowici Imperatoris, Matfrid fu reinvestito della contea di Orleans a scapito do Oddone
Ancora nell'830, secondo la Thegani Vita Hludowici Imperatoris fu tra coloro che lanciarono l'accusa di adulterio contro Bernardo di Settimania e Giuditta di Baviera, la moglie dell'imperatore Ludovico il Pio. Ed in seguito, dopo la fuga di Bernardo di Settimania partecipò alla cattura dell'imperatore a Compiègne e all'allontanamento di Giuditta dalla corte.
Secondo gli Annales Bertiniani, nell'832, Matfrid fu tra coloro che appoggiarono la ribellione di Pipino I contro suo padre, l'imperatore Ludovico.
L'anno seguente (833 ), Matfrid fu tra coloro che appoggiarono la ribellione dei tre figli, Lotario I, Ludovico II il Germanico e Pipino I, contro l'imperatore. Poi l'anno successivo si schierò a fianco del co-imperatore, Lotario, ma fu sconfitto dai fedeli di Ludovico il Pio in Bretagna, e, dopo che l'imperatore Ludovico il Pio, nell'834, era ritornato al potere, Matfrid si gettò ai piedi di Ludovico, come aveva già fatto Lotario, giurandogli fedeltà.
Secondo gli Annales Xantenses, nell'834, dopo la vittoria di Ludovico il Pio e la liberazione dell'imperatrice, Giuditta, i fedeli dell'imperatore attaccarono Matfrid e Lamberto, che erano sostenitori di Lotario I, li sconfissero e li uccisero,
Anche gli Annales Fuldenses rammentano la ribellione di Matfrid e del conte Lanberto a fianco di Lotario I ed i combattimenti che seguirono in cui trovo la morte oltre ad altri il conte d'Orleans, Oddone I (molto probabilmente a seguito delle ribellioni a favore di Lotario I, a Matfrid era stata nuovamente revocata la contea).
Secondo la Thegani Vita Hludowici Imperatoris, dopo che l'imperatore e Lotario I si erano rappacificati, Manfrid, definito l'ispiratore delle ribellioni di Lotario, seguì quest'ultimo in Italia dove morì.
Infine un'ultima versione della morte di Matfrid ci viene data dalla Vita Hludowici Imperatoris, che sostiene che il conte d'Orleans ed altri nobili, tra cui Ugo di Tours, morirono negli ultimi mesi dell'836.

## Discendenza
Matfrid sposò una donna di cui non conosciamo né il nome né gli ascendenti e da lei ebbe una figlia:
- Engeltrude (825/30- prima dell'878), che verso l'850, aveva sposato il figlio di Bosone il Vecchio, anche lui di nome Bosone (820/5-874/8), conte del Valais, dall'855. Engeltrude dopo aver lasciato il marito ed aver vagabondato per sette anni[16], si era unita (divenendo bigama) con un suo vassallo di nome Wangran[17].

### Fonti primarie
- (LA)  Monumenta Germaniae Historica, tomus II.
- (LA)  Monumenta Germaniae Historica, tomus I.
- (LA)  Annales ecclesiastici francorum tomus VIII.
- (LA)  Rerum Gallicarum et Francicarum Scriptores, tomus VI.
- (LA)  Nithardus, Historiae.
- (LA)  Annales Bertiniani.

### Letteratura storiografica
- René Poupardin, Ludovico il Pio, in «Storia del mondo medievale», vol. II, 1999, pp. 558–582
- René Poupardin, I regni carolingi (840-918), in «Storia del mondo medievale», vol. II, 1999, pp. 583–635